# Michelle Obama
Michelle LaVaughn Robinson Obama (r. Robinson), nekdanja prva dama Združenih držav Amerike,  * 17. januar 1964, Čikago.